# Franklin Book Programs
Le Franklin Book Programs est un organisme américain à but non lucratif destiné à permettre la publication d'ouvrages en langues locales dans les pays en voie de développement. Cet organisme créé en 1952 a existé jusqu'en 1978.
Le premier bureau fut ouvert au Caire en 1953. En 1959, il y avait des bureaux à Téhéran, Tabriz, Lahore, Dacca, Jakarta, Kuala Lumpur, Beyrouth et Bagdad.
Le programme en Iran fut le plus important et le plus varié des dix-sept programmes mis en place à travers le monde.